# Однажды наступит рассвет (фильм, 1944)
Однажды наступит рассвет (швед. En dag skall gry) — шведский черно-белый художественный фильм, снятый режиссёром Экманом Хассе в 1944 году.

## Сюжет
Армейский офицер Рольф Дальман обнаруживает свою жену в объятиях любовника. Убив любовника, Рольф отправляется на поезде в Финляндию, чтоб воевать против советских войск (шла Зимняя война). Он воюет в составе Шведского добровольческого корпуса под вымышленным именем Рольф Берг. Его знания и навыки военного дела не остались без внимания боевых товарищей. Военный врач Ева Лёвгрен узнает правду о нем, но при этом она испытывает к нем чувства.

## В ролях
- Эдвин Адольфсон — майор Рольф Дальман
- Элси Альбиин — Ева Лёвгрен, военный врач
- Экман Хассе — Рутгер фон Брюитц, доброволец
- Стуре Лагервалль — капитан, командира роты
- Руне Халварссон — Ниссе П. Эттерссон, доброволец
- Улоф Видгрен — Петрус, доброволец
- Свен Магнуссон — Микаэльссон
- Маргарита Бергстрём — студент-медсестра
- Гуго Бьёрне — Фальк, доктор
- Ганс Строт — лейтенант Левеншельд
- Карл Барклинд — барон Магнус Габриэль фон Брюитц
- Котти Чаве — капитан в купе поезда
- Рагнар Фальк — раненый доброволец
- Тойво Павло — раненый русский солдат
- Хильда Боргстрём — пожилая финская женщина

 В эпизодах 
Георг Фернквист, Гуннар Оссиандр, Маргарет Бергстрём,
Арни Линдблад, Фритьоф Бьёрне,
Гильдур Линдберг.

## Съемочная группа
Режиссёр — Экман Хассе

Продюсер — Руне Вальдекранц

Сценаристы — Свен Столпе, Экман Хассе

Кинематографист — Олле Нордемар

Оператор и фотограф — Карл-Эрих Эдлунд

Звукооператор — Ларс Нордберг

Художник-постановщик —  P.A.Лундгрен

Художник по гриму — Арвид Стрём

Монтажёр — Леннарт Валлен

Композитор — Карл-Улоф

Помощник режиссёра — Лассе Свярд

## Дистрибьютеры
- Sandrew-Baumanfilm AB (1944, Швеция, кинотеатр)
- Studio S Entertainment (2017, Швеция,  DVD) ("Hasse Ekman - Guldkorn Vol. 2" box set)